# Cytheromorpha paracastanea
Cytheromorpha paracastanea är en kräftdjursart som först beskrevs av Joseph Swain 1955.  Cytheromorpha paracastanea ingår i släktet Cytheromorpha och familjen Loxoconchidae. Inga underarter finns listade i Catalogue of Life.